# Brian Horton
Brian Horton (Hednesford, 4 febbraio 1949) è un allenatore di calcio ed ex calciatore inglese, di ruolo centrocampista.

## Carriera

### Giocatore
Tra il 1962 ed il 1964 gioca a livello giovanile nella squadra della Chadsmoor Central School, mentre dal 1964 al 1966 gioca nelle giovanili dei professionisti del Walsall, che però al termine della stagione 1965-1966 lo svincolano. Horton, che nel frattempo aveva raggiunto l'età di diciassette anni, inizia a lavorare come muratore e va a giocare a livello semiprofessionistico nell'Hednesford Town, club della sua città natale, dove rimane fino al termine della stagione 1969-1970, quando, all'età di ventuno anni, viene tesserato dal Port Vale, club neopromosso in terza divisione: di fatto, comunque, dal punto di vista economico il passaggio nei professionisti si rivela poco remunerativo per Horton, che guadagnava 7 sterline a settimana per giocare nell'Hednesford Town più ulteriori 20 sterline di stipendio per la sua attività lavorativa, e finisce per guadagnare 23 sterline a settimana al Port Vale. Dal punto di vista puramente sportivo la sua scelta si rivela invece vincente: fin dalla sua prima stagione da professionista gioca infatti stabilmente da titolare, restando ai Valiants per sei campionati consecutivi, tutti giocati in terza divisione, per un totale di 262 presenze e 37 reti in partite ufficiali con il club (di cui 236 presenze e 33 reti in incontri di campionato).
Nel febbraio del 1976 viene ceduto per 30000 sterline al Brighton, altro club di terza divisione, con cui firma un contratto da 100 sterline a settimana e con cui conclude la stagione 1975-1976 giocando 11 partite. L'anno seguente con 9 reti in 45 presenze offre invece un contributo importante alla promozione del club in seconda divisione, categoria nella quale esordisce nella stagione 1977-1978 mettendo a segno 8 reti in 42 presenze. Il club, dopo un quarto posto nella Second Division 1977-1978 (ma a pari punti con il Tottenham terzo e promosso per la miglior differenza reti), nella stagione 1978-1979 conquista la prima promozione della sua storia nella prima divisione inglese, categoria nella quale Horton esordisce nella stagione 1979-1980 all'età di 30 anni. Nella sua prima stagione in massima serie totalizza 42 presenze e 4 reti, ed il club ottiene una tranquilla salvezza; nella stagione 1980-1981, che si conclude con una salvezza sofferta grazie anche ad alcune vittorie decisive nel finale di stagione, Horton realizza invece una rete in 38 presenze.
Nell'estate del 1981 il neoassunto allenatore Mike Bailey lo cede al Luton Town, club di seconda divisione: lascia quindi dopo 252 presenze e 41 reti (di cui 218 presenze e 33 reti in partite di campionato) il Brighton; nella sua prima stagione con gli Hatters contribuisce con una rete in 41 presenze alla vittoria del campionato di Second Division, e nel biennio successivo gioca da titolare in prima divisione, per un totale di ulteriori 77 presenze e 7 reti in questa categoria nell'arco di due stagioni. Trascorre infine un triennio all'Hull City come giocatore/allenatore, ritirandosi nel 1987.
In carriera ha totalizzato complessivamente 610 presenze e 74 reti nei campionati della Football League.

### Allenatore
Inizia come detto ad allenare nell'estate del 1984, all'Hull City; nella sua prima stagione alla guida del club conquista una promozione in seconda divisione, categoria in cui allena nel biennio successivo. Anche dopo il suo ritiro dalla carriera di calciatore al termine della stagione 1986-1987 rimane alle Tigers, esclusivamente con il ruolo di allenatore. Resta in carica per un ulteriore biennio, sempre in seconda divisione, venendo esonerato nella parte finale della stagione 1987-1988 nonostante la squadra fosse da diversi anni a ridosso delle posizioni valevoli per la promozione in prima divisione (categoria in cui il club non aveva mai giocato nella sua storia); durante i suoi anni alla guida del club lancia in prima squadra diversi ragazzi delle giovanili, tra cui Andy Payton, Leigh Jenkinson e Nick Barmby, oltre ad acquistare altri giovani come Dean Windass, Garry Parker e Richard Jobson.
A fine stagione Horton va a lavorare come vice del suo ex compagno di squadra Mark Lawrenson all'Oxford Utd, altro club di seconda divisione; in realtà, già nell'ottobre del 1988 Lawrenson lascia il club, dando le dimissioni perché la dirigenza aveva ceduto Dean Saunders al Derby County senza il suo consenso: Horton viene scelto come suo sostituto. La cessione di Saunders, pur privando di un ottimo titolare il club, si rivela in realtà utile perché rende disponibile una quantità importante di fondi che Horton usa per rivoluzionare la rosa, acquistando Steve Foster, Andy Melville, Ceri Evans, Mickey Lewis, Jim Magilton, John Durnin e Paul Simpson, a cui si aggiungono Joey Beauchamp e Paul Kee, aggregati alla prima squadra dalle giovanili del club. Dopo due tranquille salvezze nei suoi primi due anni di permanenza al club, l'Oxford United grazie anche agli acquisti di Dave Penney e di Les Robinson nella stagione 1990-1991 inizia la stagione con l'obiettivo di puntare alla promozione in prima divisione, che viene però mancato: il campionato si conclude infatti con un decimo posto in classifica, ad otto punti di distanza dalla zona play-off. Complici anche alcuni problemi economici del club, nell'estate del 1991 Horton si vede costretto a cedere numerosi titolari e a fare affidamento su molti giovani delle giovanili da lanciare in prima squadra (Paul Wanless, Chris Allen, Bobby Ford e Matt Murphy sono quelli che avranno le carriere più lunghe da professionisti), ottenendo però una salvezza sofferta. Nella stagione 1992-1993 le cose vanno leggermente meglio, dal momento che il campionato si conclude con un tranquillo quattordicesimo posto in classifica.
Nell'agosto del 1993 Horton, dopo quattro partite dall'inizio della stagione, si dimette dall'Oxford United dopo un quinquennio di permanenza nel club per andare a prendere il posto del dimissionario Peter Reid sulla panchina del Manchester City, club di prima divisione; complici anche alcuni acquisti di spessore nella sessione invernale del calciomercato, e perdendo solo 2 delle ultime 14 partite di campionato, il club riesce ad evitare la retrocessione. La stagione 1994-1995 inizia invece nel migliore dei modi, tanto che il club sembrava poter competere addirittura per una qualificazione alle coppe europee: in realtà però un calo di rendimento notevole nella seconda parte della stagione (i Citizens vincono infatti solamente 4 delle ultime 25 partite di campionato, perdendo tra l'altro anche il derby con il Manchester Utd con il punteggio di 5-0) finisce per costare la panchina ad Horton, che nell'estate del 1995 viene rimpiazzato da Alan Ball.
Lasciato il City, viene comunque subito ingaggiato dall'Huddersfield Town, club neopromosso in seconda divisione, per sostituire il dimissionario Neil Warnock: la stagione 1995-1996 risulta essere nel complesso positiva, con il club che si spinge fino al quinto turno della FA Cup e arriva non lontano da una qualificazione ai play-off. La stagione seguente invece si conclude con una salvezza più sofferta (8 punti di vantaggio sul Grimsby Town, ovvero la migliore delle retrocesse), ed ancora peggio va la stagione 1997-1998: Horton viene infatti esonerato nell'ottobre del 1997 con la squadra che si trovava all'ultimo posto in classifica. Il suo successivo incarico inizia nel febbraio del 1998, al Brighton, penultimo in classifica in quarta divisione. La stagione si conclude proprio al penultimo posto in classifica, ma con un vantaggio notevole sul Doncaster ultimo e retrocesso. Nell'estate del 1998 Horton rivoluziona completamente la rosa del club, riuscendo nella stagione seguente a conquistare una tranquilla salvezza, a cui comunque Horton contribuisce solo in modo parziale: nel gennaio del 1999 si dimette infatti dall'incarico per andare al Port Vale, al posto dell'esonerato John Rudge. Qui, conclude il campionato di seconda divisione con una sofferta salvezza (ottenuta solamente grazie alla differenza reti favorevole nei confronti del Bury retrocesso), retrocendendo però in terza divisione al termine della stagione 1999-2000. All'inizio della stagione 2000-2001 i Valiants sono protagonisti in negativo per una striscia di tredici partite consecutive senza vittorie, ed in seguito vengono eliminati dalla FA Cup dal Canvey Island, un club non-League, motivi per i quali lo stesso ruolo di Horton sembrava essere messo in discussione dalla dirigenza. Nella seconda parte della stagione il rendimento migliora però nettamente: il club con una buona striscia di risultati evita la seconda retrocessione consecutiva, vincendo tra l'altro anche il Football League Trophy dopo aver battuto il Brentford in finale. Complici alcuni problemi economici del club, nell'estate del 2001 Horton si ritrova costretto ad acquistare solo giocatori svincolati o in prestito o comunque a costi molto ridotti: i risultati in campo sono comunque moderatamente positivi, visto che il club riesce lo stesso ad evitare di venire coinvolto nella lotta per non retrocedere. Anche la stagione 2002-2003 nonostante diversi cambiamenti in rosa segue la falsariga dell'annata precedente, con una tranquilla salvezza; a fine stagione lascia il club il capitano Matt Carragher, a cui non viene rinnovato il contratto. I problemi societari fuori dal campo continuano però ad acuirsi, motivo che spinge Horton a rassegnare le dimissioni nel febbraio del 2004 nonostante la squadra sul campo fosse ad un solo punto di distanza dalla zona play-off.
Nell'aprile del 2004 torna in panchina firmando un contratto fino a fine stagione con il Macclesfield Town, club di quarta divisione impegnato nella lotta per non retrocedere; dopo aver ottenuto la salvezza il suo contratto viene prolungato. All'inizio della stagione 2004-2005 il club era tra i meno accreditati della quarta divisione inglese, venendo dato come uno dei principali candidati alla retrocessione: i Silkmen sotto la guida di Horton superano però tutte le previsioni, chiudendo il campionato addirittura al sesto posto, con conseguente qualificazione ai play-off, che si concludono però con un'immediata eliminazione per mano del Lincoln City. La stagione 2005-2006, iniziata con alte aspettative dopo l'inattesa qualificazione ai play-off dell'annata precedente, non si rivela all'altezza: il club chiude infatti il campionato al diciassettesimo posto in classifica, con 5 punti di vantaggio sulla zona retrocessione; ancora peggiore è l'inizio della stagione 2006-2007: nell'ottobre del 2006 Horton viene infatti esonerato con la squadra ultima in classifica e che non aveva vinto nessuna delle prime 12 partite di campionato. Negli anni seguenti Horton lavora esclusivamente come vice, principalmente di Phil Brown, ad eccezione dei mesi conclusivi della stagione 2011-2012 nei quali torna brevemente al Macclesfield Town, sempre in quarta divisione.

## Palmarès

### Giocatore

#### Competizioni nazionali
- Campionato inglese di seconda divisione: 1

Luton Town: 1981-1982

#### Competizioni regionali
- Staffordshire Senior Cup: 1

Hednesford Town: 1969-1970

### Allenatore

#### Competizioni nazionali
- Football League Trophy: 1

Port Vale: 2000-2001